# Џордан Лојд
Џордан Кенет Лојд (енгл. Jordan Kenneth Loyd; Чикаго, Илиноис, 27. јул 1993) америчко-пољски је кошаркаш. Игра на позицијама плејмејкера и бека, а тренутно наступа за Монако.
У сезони 2018/19. био је изабран у идеалну петорку НБА развојне лиге, док је са екипом Торонто репторса дошао до титуле НБА шампиона.

## Каријера
Лојд је похађао средњу школу у Алфарети у Џорџији, где је у завршним годинама предводио средњошколску екипу до плеј-офа. А као јуниор је дошао и до титуле државног првака. Лојд је покупио готово сва тимска и конференцијска МВП признања у завршној години.
Након тога у првој години на Универзитету Фурман, просечно је постизао 6 поена, 3,4 скокова и 1,7 асистенција по утакмици. У следећој години прелази на Универзитет Индијанополис, где убрзо постаје битан играч са клупе. У завршној сезони Лојд је просечно постизао 20,9 поена, 6,3 скокова и 2,5 асистенција, шутирајући 51% из игре, 40% са линије за три и 86% са линије за слободна бацања. Лојд је ушао у многе књиге рекорда овог универзитета: 25. по укупним поенима (1213); 5. по проценту слободних бацања (83,9%); 7. по броју убачених слободних бацања (329); 10 по проценту за три поена (42,4%); 12. по броју убачених тројки (132) и 16. по просеку убачених поена (16,2). Дана 2. марта 2016. године Лојд је номинован у идеалну петорку конференције као и у идеалну дефанзивну петорку.

### Форт Вејн мед антси
Будући да није драфтован на НБА драфту 2016. године, октобра исте године је изашао на драфт развојне лиге. Изабран је као 48. пик од стране Форт Вејн мед антси. На 49 одиграних утакмица те сезоне, Лојд је просечно бележио 15,1 поен, 4,2 скокова и 4,1 асистенција по мечу.

### Хапоел Еилат
Након завршетка сезоне 27. јуна 2017. године Лојд је играо летњу лигу, наступајући за Торонто и Индијану.
Дана 2. августа 2017. године потписао је уговор са израелским клубом Хапоел Елиат. Дана 4. јануара 2018. године забележио је рекорд каријере у Израелу када је забележио 30 поена, 11 скокова и 2 асистенције у победи свог тима од 85:69 над Ирони Нахаријом, те је добио признање као МВП 11. кола израелског првенства. Са екипом Хапоела је дошао до плеј-офа, а са просечних 17,4 поена био је трећи на листи стрелаца израелског првенства. На крају сезоне уврштен је другу идеалну петорку израелског првенства.

### Торонто репторси
Дана 25. јуна 2018. године Лојд је потписао двогодишњи уговор са екипом Дарушафаке. Отишао је затим да игра НБА летњу лигу у екипама Торонта и Бостона. Након запажених партија у летњој лиги Лојд је искористио опцију да изађе из уговора са екипом Дарушафаке у случају НБА понуде, те је потписао двосмерни уговор са Торонто репторсима. Дебитантски наступ у НБА лиги забележио је 29. октобра 2018. године против екипе Милвокија. Забележио је 12 наступа за Торонто у регуларном делу НБА сезоне, бележећи просечно 2,4 поена за 4,6 минута по утакмици. Торонто је те сезоне дошао до титуле НБА лиге, те је и Лојд дошао до НБА прстена већ у првој НБА сезони. Упоредо са наступима за први тим, играо је и развојну лигу у екипи Репторси 905.
Лојд је означен као "случајни тип у оделу" због фотографије настале током победничког коша у 7. утакмици полуфинала против екипе Филаделфије. Наиме, Џордан Лојд је усликан у оделу поред Каваја Ленарда, како гледа на путању лопте. Његова поза је постала толико позната, да се током шампионског славља појавио са мајцом са натписом "случајни тип у оделу". Дана 2. августа 2019. године Лојд је отпуштен од стране Торотна.

### Валенсија
Дана 5. августа 2019. године потписао је уговор са шпанском Валенсијом . Дана 13. октобра Лојд изједначује лични рекорд каријере са постигнутих 30 поена у поразу од Барселоне, у оквиру АЦБ лиге. Поред шпанске лиге са Валенсијом је играо и Евролигу. Најбољу индивидуалну партију пружио је против Панатинаикоса 8. новембра 2019. године, када је постигао 27 поена. Због пандемије корона вируса сезона у Евролиги је раније завршена, док је у АЦБ лиги са Валенсијом стигао до полуфинала. У полуфиналној утакмици је промашио тројку којом би довео Валенсију у финале финалног турнира.

### 2020—тренутно
Лојд је потписао за Црвену звезду дана 1. јула 2020. године. У сезони 2020/21. са Црвеном звездом је освојио Јадранску лигу, Куп Радивоја Кораћа и првенство Србије. У сезони 2021/22. наступао је за Зенит из Санкт Петербурга са којим је освојио ВТБ јунајтед лигу. У јулу 2022. потписао је за Монако. Наредне две сезоне је провео у Монаку и учествовао је у освајању две титуле првака Француске као и једног националног Купа. Са клубом је стигао и до фајнал фора Евролиге у сезони 2022/23. У јулу 2024. потписао је двогодишњи уговор са  Макабијем из Тел Авива.

## Успеси

### Клупски
- Торонто репторси:
  - НБА (1): 2018/19.

- Црвена звезда:
  - Првенство Србије (1): 2020/21.
  - Јадранска лига (1): 2020/21.
  - Куп Радивоја Кораћа (1): 2021.

- Зенит Санкт Петербург:
  - ВТБ јунајтед лига (1): 2021/22.

- Монако:
  - Првенство Француске (2): 2022/23, 2023/24.
  - Куп Француске (1): 2023.

### Појединачни
- Идеална стартна петорка Јадранске лиге (1): 2020/21.
- Прва постава идеалног тима НБА развојне лиге (1): 2018/19.

### НБА статистика

#### Регуларна сезона
| Сезона    | Екипа            | ОУ | СУ | МПУ | ПШ%  | 3П%  | СБ%  | СПУ | АПУ | УПУ | БПУ | ППУ |
| --------- | ---------------- | -- | -- | --- | ---- | ---- | ---- | --- | --- | --- | --- | --- |
| 2018/19.† | Торонто репторси | 12 | 0  | 4.6 | .444 | .500 | .818 | .8  | .5  | .0  | .0  | 2.4 |
| Каријера  | Каријера         | 12 | 0  | 4.6 | .444 | .500 | .818 | .8  | .5  | .0  | .0  | 2.4 |